# Humate
Humate (cujo nome real é Gerret Frerichs) é um produtor alemão que trabalha na gravação de singles em conjunto com Superstition Records e MFS.